# Aubance
L'Aubance est une rivière française qui coule dans le département de Maine-et-Loire. C'est un affluent direct de la Loire en rive gauche.

## Géographie
La longueur de son cours d'eau est de 35,9 km.
L'Aubance prend sa source à Louerre localité du département de Maine-et-Loire située à la bordure occidentale de la forêt de Milly. Son cours qui comprend de nombreux méandres se dirige d'abord vers le nord-ouest puis s'incurve doucement vers l'ouest. Elle se jette finalement dans un bras de la Loire appelé Louet au niveau de la localité de Denée, à une dizaine de kilomètres au sud-ouest d'Angers.
Sa pente moyenne est de 0,134 %.

## Communes traversées
Les communes traversées par l'Aubance, toutes en Maine-et-Loire, sont les suivantes (d'amont en aval) :
- Louerre
- Grézillé
- Chemellier
- Charcé-Saint-Ellier-sur-Aubance
- Saint-Saturnin-sur-Loire
- Brissac-Quincé
- Vauchrétien
- Saint-Jean-des-Mauvrets
- Saint-Melaine-sur-Aubance
- Soulaines-sur-Aubance
- Mûrs-Erigné
- Mozé-sur-Louet
- Denée

## Qualité de l'eau
La qualité physico-chimique de l'Aubance est suivie au niveau de 3 points : Louerre, Saint-Saturnin-sur-Loire et Mûrs-Erigné. Le suivi est assuré par le SATESE (Service d'assistance technique aux exploitants de station d'épuration) du Maine-et-Loire. Pour accéder aux données 2007, se référer au lien suivant : http://www.cg49.fr/fileadmin/user_upload/internet/actions/environnement/rivieres_2009.pdf

## Hydrologie
Le débit de l'Aubance a été observé pendant une période de 26 ans (1982-2007), à Soulaines-sur-Aubance, localité du département de Maine-et-Loire, située tout près du confluent avec la Loire. Le bassin versant de la rivière y est de 172 km2, c'est-à-dire près de 85 % de sa totalité.
Le module de la rivière à Soulaines-sur-Aubance est de 0,622 m3/s.
Les fluctuations saisonnières de débit de l'Aubance sont assez importantes. Les hautes eaux se présentent en hiver et portent le débit mensuel moyen à un niveau oscillant de 0,971 à 1,52 m3/s, de décembre à mars inclus (avec un maximum très net en janvier). Dès le mois de mars, le débit baisse progressivement tout au long du printemps, pour aboutir aux basses eaux. Celles-ci ont lieu en été et au début de l'automne, de juin à octobre, accompagnées d'une baisse du débit moyen mensuel allant jusqu'à 0,116 m3/s au mois d'août (116 litres par seconde) et 0,126 en septembre, ce qui est encore acceptable pour un aussi petit cours d'eau.
Cependant, le VCN3 peut chuter jusque 0,001 m3/s, en cas de période quinquennale sèche, soit 1 litre par seconde, ce qui est très sévère, le cours d'eau étant ainsi quasi à sec.
D'autre part les crues peuvent être importantes compte tenu de l'exiguïté du bassin versant et de la faiblesse du débit moyen. Les QIX 2 et QIX 5 valent respectivement 12 et 20 m3/s. Le QIX 10 vaut 26 m3/s, tandis que le QIX 20 se monte à 31 m3/s. Enfin le QIX 50 est de 38 m3/s.
Le débit instantané maximal enregistré à Soulaines-sur-Aubance a été de 30,3 m3/s le 5 janvier 1994, tandis que la valeur journalière maximale était de 26 m3/s le 22 janvier 1995. En comparant le premier de ces chiffres aux valeurs des différents QIX de la rivière, il apparaît que cette crue n'était pas d'ordre vicennal et donc nullement exceptionnelle. Elle est destinée à se répéter tous les 20 ans en moyenne.
La lame d'eau écoulée dans le bassin de l'Aubance est de 114 millimètres annuellement, ce qui est très nettement inférieur à la moyenne d'ensemble de la France, mais également à celle de l'ensemble du bassin versant de la Loire (244 millimètres). Le débit spécifique (ou Qsp) atteint 3,6 litres par seconde et par kilomètre carré de bassin.

### Sources
- Données sur le site pays-de-la-loire.sante.gouv.fr